# Những đứa con của làng
Những đứa con của làng là bộ phim điện ảnh chính luận phát hành năm 2015 do hãng Hồng Ngát Film sản xuất theo đơn đặt hàng của Nhà nước Việt Nam. Bộ phim lấy đề tài hậu chiến theo kịch bản của Phạm Dũng, đạo diễn bởi Nguyễn Đức Việt, với các diễn viên Trung Anh, Thúy Hằng, Trần Bảo Sơn, Huy Cường.
Bộ phim giành được 4 giải thuộc hạng mục Phim truyện điện ảnh tại Giải Cánh diều 2014 và 3 giải cùng hạng mục này tại Liên hoan phim Việt Nam lần thứ 19.

## Phân vai
- Thúy Hằng vai Bưởi
- Trần Bảo Sơn vai Đông
- Huy Cường vai Bè
- NSND Trung Anh vai ông Thập

## Nội dung
Cậu chuyện diễn ra tại làng Hạ, thuộc tỉnh Quảng Trị. Mở đầu phim là cảnh một đám tang với đông đảo dân làng, họ tập trung rồi cùng nhau đạp phá một ngôi mộ. Ngôi mộ của một trưởng làng trong thời chiến tranh đã dẫn quân lính đến tàn sát một nửa số dân của làng, đám tang này là buổi giỗ cho những người đã mất năm đó.
Trưởng làng hiện tại là ông Thập, một cựu chiến binh đã thoát chết trong cuộc tàn sát năm xưa, khi Đông - con trai của vị trưởng làng xưa - trở về xin được bốc mộ cho bố đi nơi khác, anh cũng sẽ xây cho làng một cây cầu. Ông Thập và hầu hết dân làng ra sức ngăn cấm Đông trở về, chỉ có Bưởi - con gái ông Thập - và Bè bí mật ủng hộ anh.

## Sản xuất
Dù đã được phê duyệt, cấp phép từ tháng 11 năm 2012 nhưng Bộ Tài chính chưa cấp kinh phí nên việc sản xuất Những đứa con của làng bị trì hoãn.
Bộ phim được bấm máy trong 3 tháng từ tháng 7 năm 2014, tại Đak Krong, Quảng Trị. Diễn viên Trung Anh đã vào Quảng Trị trước đó nửa tháng để làm quen với bối cảnh; Thúy Hằng lúc này đang tham gia bộ phim truyền hình Mưa bóng mây, cô thường bay qua lại giữa Quảng Trị và Đà Lạt để thực hiện cả hai bộ phim. Trần Bảo Sơn là diễn viên chính nhưng anh không phải đến thử vai, đạo diễn Nguyễn Đức Việt gửi kịch bản cho Bảo Sơn và sau cuộc nói chuyện họ thống nhất được lịch quay.
Những đứa con của làng được nhà nước đặt hàng hãng phim tư nhân Hong Ngat Film sản xuất, là một trong những dự án đầu tiên của các sản phẩm điện ảnh có nhiệm vụ tuyên truyền.
Bộ phim có kinh phí khoảng 6 tỷ đồng so với dự tính ban đầu là 9 tỷ đồng, nhà thơ kiêm nhà biên kịch Nguyễn Thị Hồng Ngát giữ vai trò giám đốc sản xuất. Để thực hiện tác phẩm này, đoàn phim đã phải tái tạo toàn bộ bối cảnh, phục trang, đạo cụ, không khí chiến tranh ở Quảng Trị những năm 1960. Những đứa con của làng là một trong ba phim thực hiện từ kinh phí nhà nước tham gia tranh giải hạng mục phim truyện điện ảnh Giải Cánh diều 2014 và Liên hoan phim Việt Nam lần thứ 19.

## Phát hành
Tháng 11 năm 2014, Những đứa con của làng được chiếu lần đầu tại Liên hoan phim quốc tế Hà Nội lần thứ ba. Những đứa con của làng cùng Đập cánh giữa không trung là 2 đại diện của Việt Nam tranh tài tại Liên hoan phim lần này. Đây là 2 bộ phim xuất sắc nhất được Hội đồng tuyển chọn trong số 18 tác phẩm điện ảnh Việt Nam được đánh giá là có chất lượng nghệ thuật và gây được tiếng vang trong nước cũng như quốc tế. Hai phim trên cùng tranh giải "Phim dài xuất sắc nhất" trị giá giải thưởng lên tới 5.000USD.
Những đứa con của làng có buổi ra mắt ngày 9 tháng 1 năm 2015 và chính thức công chiếu từ 27 tháng 2 năm 2015.
Cuối tháng 3 năm 2015, bộ phim tiếp tục được trình chiếu tại Liên hoan phim Pháp ngữ tại Hà Nội.
Tháng 7 năm 2015, bộ phim được chọn chiếu trong Tuần lễ phim Việt Nam tại Mỹ cùng với 5 bộ phim khác.

## Đánh giá

### Ưu điểm
Bộ phim có lời thoại cô đọng, thấm thía, tự nhiên và gần gũi; các nhân vật thể hiện đúng giọng điệu địa phương (Quảng Trị). Ba diễn viên chính Trung Anh, Thúy Hằng, Huy Cường để thể hiện tròn vai, tâm lý nhân vật được khai thác khá tốt.
Báo Tia sáng: Biên kịch Phạm Dũng đã không chỉ xây dựng được một hệ thống nhân vật mạnh mà còn tỏ ra hết sức vững vàng trong việc triển khai cấu trúc truyện đi kèm với phát triển tâm lý [...] Những đứa con của làng" đã vượt lên trên được tính chất "tuyên truyền" để trở thành một câu chuyện hay và phổ quát về phẩm giá của con người.

### Khuyết điểm
Nội dung phim theo tuyến tính thời gian, đơn giản và dễ đoán, hình tượng các nhân vật được tạo dựng hơi cường điệu. Diễn biến tâm lý của ông Thập không được hấp dẫn khi ông chỉ thay đổi suy nghĩ và hành động của mình đối với Đông khi biết chủ tịch xã ăn bớt tiền xây cầu. Sự thay đổi không phải vì ông được cảm hóa bởi những điều tốt hay những con người tốt mà vì ông nhận ra được cái xấu. Nhân vật Đông, người xóa bỏ hận thù, hàn gắn nỗi đau lại có quá ít sức ảnh hưởng tới tình tiết phim.
Báo Tia sáng: Âm nhạc trong phim không những không nâng được câu chuyện mà nhiều khi còn đơn điệu và tẻ nhạt đến mức phá hỏng cả cảm xúc, đây thực sự là nốt lạc điệu duy nhất trong một tổng thể hài hòa của bộ phim.

## Giải thưởng
| Năm  | Giải thưởng                             | Hành mục                                       | Nhận giải    | Kết quả       | Chú thích |
| ---- | --------------------------------------- | ---------------------------------------------- | ------------ | ------------- | --------- |
| 2015 | Giải Cánh diều 2014                     | Phim truyện điện ảnh                           | (bộ phim)    | Cánh diều Bạc | [ 21 ]    |
| 2015 | Giải Cánh diều 2014                     | Giải báo chí phê bình điện ảnh                 | (bộ phim)    | Đoạt giải     | [ 21 ]    |
| 2015 | Giải Cánh diều 2014                     | Nam diễn viên phụ xuất sắc                     | Huy Cường    | Đoạt giải     | [ 21 ]    |
| 2015 | Giải Cánh diều 2014                     | Biên kịch xuất sắc                             | Phạm Dũng    | Đoạt giải     | [ 21 ]    |
| 2016 | Giải thưởng Văn học nghệ thuật năm 2015 | Hội văn học nghệ thuật chuyên ngành trung ương | (bộ phim)    | Đoạt giải     | [ 22 ]    |
| 2015 | Liên hoan phim Việt Nam lần thứ 19      | Phim truyện điện ảnh                           | (bộ phim)    | Bông sen Bạc  | [ 11 ]    |
| 2015 | Liên hoan phim Việt Nam lần thứ 19      | Nam diễn viên chính xuất sắc                   | Trung Anh    | Đoạt giải     | [ 11 ]    |
| 2015 | Liên hoan phim Việt Nam lần thứ 19      | Nữ diễn viên chính xuất sắc                    | Đỗ Thúy Hằng | Đoạt giải     | [ 11 ]    |
| 2015 | Liên hoan phim Việt Nam lần thứ 19      | Nam diễn viên phụ xuất sắc                     | Huy Cường    | Đoạt giải     | [ 11 ]    |